# Référentiel de Talairach
Le référentiel de Talairach est un système de coordonnées permettant de repérer la position de n'importe quel point dans le cerveau d'un individu quelconque en référence à un atlas publié par les médecins Jean Talairach et Pierre Tournoux. Ce référentiel est basé sur un ensemble de déformations permettant de réaligner tout cerveau, indépendamment de sa taille ou de ses spécificités anatomiques, sur le cerveau-modèle décrit par Talairach et Tournoux dans leur atlas. Les points de repères anatomiques qui servent à définir ce référentiel sont facilement identifiable sur des images anatomiques produites, par exemple, par une IRM. Avec les progrès de l'imagerie cérébrale à la fin du XXe siècle, le référentiel de Talairach est devenu un standard permettant de comparer les activités observées à travers différents individus ou entre différentes études. Il tend néanmoins à être remplacé par le référentiel MNI qui s'en inspire mais qui repose sur des méthodes stéréotaxiques plus modernes.

## Description du référentiel de Talairach
Le référentiel introduit par Jean Talairach et Pierre Tournoux dès 1957, et finalement publié en 1988 dans un livre intitulé Co-Planar Stereotactic Atlas of the Human Brain (Thieme Medical Publishers, New York, NY, 1988) définit :
1. un repère tridimensionnel orienté, où chaque point est repéré par trois coordonnées données en millimètres : X (de gauche à droite), Y (de l'arrière vers l'avant) et Z (de bas en haut);
2. une déformation x linéaire par morceaux à appliquer sur chaque cerveau pour le replacer dans la  boite englobante de ce repère ;
3. un atlas anatomique indiquant la localisation de différentes structures cérébrales (par exemple, les ganglions de la base ou les aires de Brodmann) dans ce repère, d'après l'étude histologique post mortem d'un cerveau individuel et rapportée par Talairach et Tournoux.

Ce référentiel communément appelé référentiel de Talairach, est aussi connu sous le nom de système à grille proportionnelle (ou 3D proportional grid system). Les coordonnées orientées tel qu'elles le sont dans l'atlas sont parfois appelés coordonnées stéréotaxiques.

## Définition des points de repère anatomiques et orientation
Le centre de ce référentiel (X=0, Y=0, Z=0) est le bord supérieur postérieur de la commissure antérieure dans le plan médio-sagittal (i.e. le plan parallèle à la face interne du cerveau aussi appelé plan inter-hémisphérique), ce point nommé AC est très facilement visible en IRM pondérée en T1 . Deux autres points de références sont utilisés : PC, le bord inféro-antérieur de la commissure postérieure (toujours dans le plan médio-sagittal, c'est juste au sommet de l'abouchement de l'aqueduc de Sylvius dans le troisième ventricule) et IH, point interhémisphérique qui définit avec AC et PC, le plan médio-sagittal du référentiel. Les trois axes du repères sont alors définis de la façon suivante : l'axe Y passe par AC et PC et est orienté vers l'avant. L'axe Z est l'axe du plan sagittal perpendiculaire à Y et passant par AC. Il est orienté vers le sommet du crâne. Enfin l'axe X est l'axe orthogonal à Y et à Z passant par AC ; il est orienté de gauche à droite.

## Dimensionnement de la boîte englobante
Une fois définis les points AC, PC et IH et les axes X, Y et Z, la transformation dans l'espace de Talairach d'un cerveau donné consiste à mettre à l'échelle ce cerveau par rapport au cerveau qu'ont étudié Talairach et Tournoux et dont ils ont fourni une description détaillée dans leur atlas. Cette mise à l'échelle se fait en centrant le cerveau sur le point AC qui aura donc pour coordonnées (0,0,0) puis en découpant le cerveau en 12 boites rectangulaires situées de part et d'autre du plan sagittal (X,Z) et du plan axial (X,Y) ainsi qu'entre les des deux plans coronaux (Y,Z) passant par AC et PC. Chaque boite est alors déformée pour que :
- PC ait pour coordonnées (0,-23,0) ;
- le point le plus antérieur du cerveau ait pour coordonnée Y=+70 ;
- le point le plus postérieur ait pour coordonnée Y=-102 ;
- le point de l'axe X le plus latéral vers la droite ait à la coordonnée X=+68 et vers la gauche X=-68 ;
- le point le plus élevé du cerveau est à la coordonnée Z=+74 ;
- le point le plus bas du cerveau est à la coordonnée Z=-42.

## Informations structurelles et atlas
Dans leur publication, Talairach et Tournoux fournissent en plus de cette méthode de normalisation spatiale, un atlas anatomique qui repère différentes structures cérébrales dans ce système de coordonnées. Cet atlas repose sur une série de photographies de coupes sagitalles du cerveau post mortem d'une femme âgée de 60 ans. Seul l'hémisphère gauche a été cartographié (l'hémisphère droit est obtenu par symétrie) et les coupes orthogonales (sagittales et coronales) furent interpolées à la main. Dans leur atlas, Talairach et Tournoux rapportent notamment une cartographie en aires de Brodmann. Cette cartographie n'est pas exacte dans le sens où Talairach et Tournoux ont uniquement utilisé des repères anatomiques pour replacer les régions cytoarchitectoniques identifiées par Brodmann sur des coupes histologiques. De ce fait, Talairach et Tournoux ne donnent pas de délimitation précises de ces aires dans les coordonnées du référentiel.

## Commentaires et critiques
Même s'il est devenu le référentiel standard pour rapporter les localisations des activités corticales en neuroimagerie, l'atlas Talairach avait pour vocation initiale de fournir un référentiel stéréotaxique des structures profondes (sous-corticales). De fait, et plus encore avec l'évolution des techniques, l'utilisation de référentiel est critiquable à plusieurs endroits :
- L'anatomie du cerveau présenté dans l'atlas est assez différente de ce que l'on peut observer dans une population standard (notamment, par la forme inhabituelle du cervelet et ses dimensions suivant l'axe Z) ;
- Les différentes coupes de l'atlas, notamment suivant différents axes, sont parfois incohérentes entre elles ;
- Les coupes axiales n'ont pas toutes la même épaisseur ;
- Selon les planches de l'atlas lui-même, la grille proposée par Talairach, n'est pas exactement ajustée au cerveau considéré par Talairach et Tournoux. Par exemple, la commissure antérieure ne passe pas sur le point marqué « CA=0 ». De même l'extrémité postérieure dépasse de la coordonnée Y=-102.